# مارداک اسکرمبل
مارداک اسکرمبل (ژاپنی: マルドゥック・スクランブル هپبورن: Marudokku Sukuranburu) عنوان یک مجموعه رمان علمی-تخیلی سایبرپانک ژاپنی است، که توسط تو اوبوکاتا (نویسنده شبح درون پوسته: خیزش) نوشته شده است. نخستین رمان در مه ۲۰۰۳ در ژاپن منتشر شد، و آخرین رمان نیز در ژوئیه ۲۰۰۳ عرضه شد. بعدها بر اساس این رمان، یک مجموعه مانگا ژاپنی و یک سه‌گانه فیلم سینمایی انیمه‌ای دستمایه اقتباس و تهیه شده است. داستان مجموعه دربارهٔ دختری ۱۵ ساله به نام رون بالوت است. او هنگامی که نزدیک بود جانش را از دست بدهد، توسط فردی به نام دکتر ایستر از مرگی حتمی نجات پیدا کرده و تبدیل به یک سایبورگ شد. حالا دیگر تصمیم‌گیری با بالوت است که برای از بین بردن شخصی که قصد جانش رو داشت همکاری به عمل آورد و یا…
اولین رمان مارداک اسکرمبل توسط انتشارات هایاکاوا در ۲۲ مه ۲۰۰۳ در ژاپن منتشر شده و آخرین رمان نیز در ژوئیه ۲۰۰۳ به چاپ رسید. دنبالهٔ این رمان تحت عنوان مارداک ولوسیتی به تعداد سه جلد در نوامبر ۲۰۰۶ عرضه شد. نسخه مانگا این مجموعه به طراحی یوشیتوکی اویما توسط انتشارات کودانشا از ۹ اکتبر ۲۰۰۹ تا ۹ مه ۲۰۱۲، به تعداد هفت جلد در مجلهٔ شونن بساتسو به چاپ رسید. یک سه‌گانه فیلم انیمه‌ای نیز به کارگردانی سوسومو کودو توسط استودیوی گوهند تهیه شده و به‌وسیلهٔ انیپلکس کار نشر آن صورت گرفته است.
این سه فیلم شامل:
- ۶ نوامبر ۲۰۱۰ - مارداک اسکرمبل: اولین تراکم[۵] (به انگلیسی: Mardock Scramble: The First Compression)
- ۳ سپتامبر ۲۰۱۱ - مارداک اسکرمبل: دومین احتراق (به انگلیسی: Mardock Scramble: The Second Combustion)
- ۲۹ سپتامبر ۲۰۱۲ - مارداک اسکرمبل: سومین تخلیه[۶] (به انگلیسی: Mardock Scramble: The Third Exhaust)

## داستان
رون بالوت شخصیت اصلی داستان، یک روسپی نوجوان و زیر سن قانونی در شهر مارداک، که نه برای نیاز به عشق، بلکه برای سؤالی بهتر از آن خودفروشی می‌کند؛ چرا من؟
بالوت توسط تاجری ثروتمند به نام شل سپتینوس که فعالیت‌های مخفیانه غیرقانونی انجام می‌دهد، خریداری می‌شود. شل هرچیزی که بالوت نیاز داشت برایش فراهم می‌کرد. با این حال، باروت کنجکاو شد که چرا شل برایش این همه کار انجام می‌دهد، بنابراین خود دست به کار شده و مشغول به تحقیقات دربارهٔ گذشته‌اش در کامپیوتر شد. این اشتباه تا حد زیادی در تغییر روند زندگی باروت تأثیر داشت. وقتی شل از این کار باخبر شد، سعی کرد با سوزاندن خودرو او را به کام مرگ بکشد. اما باروت توسط دکتر ایستر به موقع نجات پیدا کرد. دکتر ایستر که متخصص در فناوری ممنوعه‌ای به نام اسکرمبل ۹ بود به حافظه ناخودآگاه این دختر توسط «امر ویژه اسکرامبل ۰۹» انتخاب ادامه زندگی داده می‌شود. تأکید داستان در رمان و انیمه مارداک اسکرمبل بر روی انتخاباتی است که باروت برای خود می‌گیرد، فرصت زندگی دوباره و یکبار دیگر کنترل زندگی را به دست بگیرد و آیا قصد دارد به چیزی فراتر از انسان تبدیل شود یا اصلاً دیگر نمی‌خواهد به زندگی ادامه دهد.
در این بین بالوت زنده‌ماندن را انتخاب می‌کند و دکتر ایستر هم به‌وسیلهٔ فناوری پیشرفته خود بیشتر نقاط بدن او که به شدت آسیب دیده بودند را بهبود بخشید و او را به یک سایبورگ تبدیل کرد (اما او نمی‌توانست همه چیز را کاملاً درست کند). اسکرامبل ۰۹ به بالوت مهارت و قدرت‌های فوق‌العاده‌ای داده بود که از آن‌ها می‌توان به کنترل وسایل مکانیکی و الکتریکی در مجاورت خود بدون اینکه حتی آن‌ها را لمس کند اشاره کرد. پس از بازگشت باروت به زندگی، او توسط هوش مصنوعی بسیار پیشرفته‌ای به نام اوف‌کُوکو که شکل اصلی آن شبیه به یک موش زرین بود در زندگی جدیدش همراهی می‌شود. اوف‌کوکو با شرط اینکه باروت هیچوقت از او سوءاستفاده نکند، قبول می‌کند یار و شریک او باشد. اوف‌کوکو به شدت معتقد است خشونت آخرین راه چاره و در آن لحظه فقط برای دفاع است. حالا باروت تصمیم می‌گیرد برای از بین بردن شل که قصد جانش رو داشت در تحقیقات علیه او همکاری به عمل آورد.

## شخصیت‌ها
- رون بالوت (ルーン=バロット Rūn Barotto؟) صداپیشه: مگومی هایاشی‌بارا (ژاپنی)؛ هیلاری هاگ (انگلیسی)

یک دختر تن‌فروش که تبدیل به بازیچهٔ دست یک قمارباز بی‌آبرو به نام شل سپتینوس می‌شود و سپس سعی در از بین بردن او می‌کند. او توسط دکتر ایستر و زیر نظر «مارداک اسکرامبل ۰۹» بازیابی شده و تبدیل به یک سایبورگ می‌شود. در ادامه رون برای استفاده از فناوری پیشرفته جاسازی شده در خود همراه با یک ساختار از هوش مصنوعی فوق توسعه یافته به نام اوف‌کوکو برای همکاری در تحقیقات قتل دکتر ایستر دربارهٔ شل آموزش دید. او از این فناوری‌ها برای دفاع از خود در برابر سوء قصدهای گروه‌های بندراسنچ و بویلد استفاده می‌کند، و در پی انتقام خود از مردی بود که قصد جانش را کرده بود.
- اوف‌کُوکو پنتینو (به ژاپنی: ウフコック＝ペンティーノ, Ufukokku Pentīno) صداپیشه: نوریتو یاشیما (ژاپنی)؛ اندی مک‌آوین (انگلیسی)

یک ساختار هوش مصنوعی چندبعدی و فوق پیشرفته است که می‌تواند به هر جسم و سلاحی تبدیل شود، اما در اکثر مواقع در قالب یک موش نر کوچک ظاهر می‌شود. او برای کمک به افسران پرونده «مارداک اسکرامبل ۰۹» خلق شده است و تا زمانی که کارایی خود را حفظ کند اجازه زندگی دارد.
- دکتر ایستر (به ژاپنی: ドクター・イースター, Dokutā Īsutā) صداپیشه: هیروکی توچی (ژاپنی)؛ دیوید ماترانگا (انگلیسی)

یکی از افسران مستقل پرونده «مارداک اسکرامبل ۰۹» است که رون بالوت را نجات می‌دهد و او را تبدیل به یک سایبورگ می‌کند. او اوف‌کوکو را به رون می‌دهد تا پرونده قضایی‌اش را علیه شل سپتینوس پیگیری کند.
- شل سپتینوس (به ژاپنی: シェル＝セプティノス, Sheru Seputinosu) صداپیشه: کازویا ناکای (ژاپنی)؛ لرالدو آنزالدوا (انگلیسی)

مدیر کازینوی اگ‌نات بلو است که بودجه آن توسط شرکت اکتبر تأمین می‌شود.
- دیمسدیل بویلد (به ژاپنی: ディムズデイル＝ボイルド, Dimuzudeiru Boirudo)

یکی از افسران مستقل ۰۹ که سابقاً همکار اوف‌کُوکو بود و قصد بازیابی این ساختار را از دکتر ایستر و رون بالوت دارد. او همچنین توسط شل برای کشتن بالوت استخدام شده است.
- ولدان د پوسی‌هند (ウェルダン・ザ・プッシーハンド Uerudan za Pusshīhando؟) :صداپیشه: ماساهیکو تاناکا (ژاپنی)؛ کریستوفر آیرس (انگلیسی)

رهبر گروه آدمکش‌های بندراسنچ، که واژن به دستش پیوند زده شده است. این گروه با بخش‌های بدن انسان سروکار دارند و خود از قسمت‌های دور ریخته شده استفاده می‌کنند، یا اگر عضوی غیرضروری باشند، آن را می‌خورند.
- میدیم د فینگرنیل (ミディアム・ザ・フィンガーネイル Midiamu za Fingāneiru؟) :صداپیشه: نوریو واکاموتو (ژاپنی)؛ جاستین دوران (انگلیسی)

یکی از اعضای گروه بندراسنچ که انگشتان دست را جمع می‌کند و آن‌ها را به عنوان گردنبند به گردن خود می‌بندد.
- رر د هر (レア・ザ・ヘア Rea za Hea؟) :صداپیشه: میکا کانایی (ژاپنی)؛ لوسی کریستیان (انگلیسی)

یکی از اعضای گروه بندراسنچ که مو و پوست جمع‌آوری می‌کند.